# ASL Airlines Hungary
ASL Airlines Hungary is een Hongaarse luchtvaartmaatschappij met haar thuisbasis in Boedapest. De maatschappij verzorgt vrachtdiensten en charters.

## Geschiedenis
De luchtvaartmaatschappij werd in 1990 opgericht als Farner Air Transport Hungary door de firma Nawa Air Transport. In 1993 werd zij overgenomen door de Zwitserse Farnet Air Transport. Vanaf 1997 werd 'Farnair Europe Hungary' als naam ingevoerd. In 2015 werd de naam gewijzigd naar ASL Airlines Hungary. Het bedrijf maakt deel uit van ASL Airlines Switzerland, dat op zijn beurt onderdeel is van ASL Aviation Holdings.
De vloot bestaat uit 6 Boeings, type 737-400F (bron: Planespotters mei 2020)